# پایگاه اطلاع‌رسانی رجا
رجانیوز یا پایگاه اطلاع‌رسانی رجا (به اختصار: رجا) یک وبگاه خبری ایرانی اصولگرا و حامی جبهه پایداری انقلاب اسلامی است.
صاحب امتیاز و مدیر مسئول: میثم نیلی احمدآبادی
وضعیت: فعال است.
درآمد: از طریق تبلیغات و کمک‌های مردمی
نوع: روزنامه آنلاین
سایت:rajanews.com
اكنون "رجانيوز" آمده است تا با تلاش در جهت تخلق به صداقت و انصاف و صدالبته نهراسيدن از نعره هاي كانونهاي فساد و زياده خواهي، ايده و آرمان انقلابي ملت را در عرصه اطلاع رساني محقق كند و با كمك مؤثر به توزيع عادلانه اطلاعات مورد نياز براي تصميم گيري آگاهانه مردم، گامي به سوي عدالت رسانه اي بردارد تا چنين نباشد كه خبرهاي مورد نياز مردم در گردونه گران قيمت خبررساني ناعادلانه گم شود و كساني كه اميدوارانه در انتظار شنيدن و ديدن آثار تحول ناشي از حماسه 3 تير 84 هستند را محروم نمايد.
این پایگاه در دوران دولت نهم و انتخابات ۱۳۸۸ به حامیان محمود احمدی‌نژاد منتسب بود. همچنین به جبههٔ پایداری انقلاب اسلامی نیز نزدیک است و در انتخابات ریاست‌جمهوری یازدهم  و همچنین انتخابات ریاست جمهوری چهاردهم از حامیان سعید جلیلی بود.
نام وبگاه برگرفته از محمدعلی رجایی رئیس‌جمهور دوم ایران است که ترور شد.